# سجناء (فلم)
سجناء (بالإنجليزية: Prisoners) هو فلم جريمة وإثارة من إخراج دينيس فيلنوف وتأليف أرون جوزكاوسكي. الفلم من بطولة هيو جاكمان وجيك جيلنهال وبول دانو وفيولا ديفيس وماريا بيلو وترنس هوارد وميليسا ليو. عرض لأول مرة في مهرجان تيلورايد السينمائي 2013.

## القصة
كيلر دوفر (هيو جاكمان)، رجل شديد التدين يعمل في النجارة، يحضر حفل عشاء عيد الشكر مع عائلته في منزل جيرانهم، ال بيرش. بعد العشاء، تختفي بنات الأسرتين، آنا دوفر وجوي بيرش، وتصبحان في عداد المفقودين. يشتبه الأهل بعربة متنقلة كانت متوقفة بجوار البيت ولكنها اختفت بعد فقدان الطفلتين فيتم إبلاغ الشرطة، تعثر الشرطة على عربة سكن متنقلة التي كانت متوقفة في الحي خارج محطة وقود بالقرب من منطقة غابات. عندما يقترب المحقق لوكي (جيك جيلنهال) يواجه أليكس جونز (بول دانو)، سائق العربة، ويحاول جونز الهرب، ولكنه يصطدم بشجرة ويتم القبض عليه.
 بالتزامن مع هذه الأحداث المحقق لوكي كان في خضم التحقيق في جرائم جنسية ارتُكبت في المنطقة وفي أثناء التحقيق يُعرّج على بيت الكاهن فيجد جثة رجل مقيدة إلى كرسي في قبو بيت الكاهن وبسؤال الكاهن عن هذه الجثة يقول إنها لرجل اعترف لديه بأنه يقتل الأطفال ويصف الكاهن الرجل بأنه «يشن حرب ضد الله». لوكي يأخذ قلادة عليها رسم متاهة حول عنق الجثة.

أثناء الاستجواب يتوصل المحقق لوكي أن جونز يعاني من توقف نموه منذ كان في العاشرة وينكر جونز أي اتصال له بالفتاتين المفقودتين وكذلك لا يعثر فريق الطب الشرعي على أي أدلة في العربة المتنقلة تُفيد بوجود الفتاتين. عند غياب الأدلة ولعدم استطاعة الشرطة اتهام جونز تضطر لإطلاق سراحه فيقترب دوفر من جونز في مواقف السيارات ويسأله عن الفتيات فيجيب جونز بصوت منخفض«أنهم لم يبكوا حتى تركتهما» يُثير هذا الكلام جنون دوفر ولكن ينكر جميع الحاضرين سماعهم لهذا الكلام ويعتقد رجال الشرطة أن دوفر يقول هذا الكلام حتى يستمر حبس جونز الذي غادر مع عمته.

في الليل يذهب دوفر لمراقبة بيت جونز فيشاهد جونز يخرج من بيته لينزه كلبه ويسمعه يترنم بأغنية كانت تغنيها الطفلتين في يوم عيد الشكر فيقتنع دوفر أن جونز على علم بمكان الطفلتين فيقوم باختطافه وحبسه في بيت قديم مهجور تعود ملكيته لوالد دوفر. أخبر دوفر فرانكلين - والد الفتاة الأخرى - وطلب منه مساعدته في تعذيب جونز لاستنطاقه بمكان وجود الفتاتين وبعد تردد ساعده فرانكلين ومكثوا عدة أيام يعذبون جونز ولكن من دون جدوى أخبر فرانكلين زوجته وحاول فرانكلين أن يمنع دوفر من الاستمرار في تعذيب جونز ولكن زوجته نهته عن ذلك وقالت له إذا لم ترغب في مساعدته فلا تمنعه من الاستمرار حتى نعثر على ابنتنا.

ينظّم الجيران مسيرة شموع تضامنا مع أهالي الطفلتين وفي المسيرة شاهد المحقق لوكي رجلا أثار انتباهه فتبعه المحقق ولكنه هرب استطاع المحقق أن يضع له رسما مقاربا لوجهه وتم تعميمه في نشرات الأخبار، زوجة دوفر شعرت بحركة غريبة في البيت وعندما حاولت معرفة مصدر الصوت وجدت أن نافذة غرفتها مفتوحة فقامت بإخبار المحقق الذي حضر على الفور ولكنه لم يأخذ الشكوى على محمل الجد عندما شاهد العقاقير التي تأخذها الأم لتهدئتها من فاجعة فقدان ابنتها ولكنه قام بجولة معها في أرجاء المنزل وشاهد إناء محلول قلوي في قبو المنزل فسألها عن زوجها فأخربته أنه يتأخر كل ليلة ليساعد الشرطة في البحث عن ابنته وهذا مالم يحدث حقيقة.

عندما أُبلغ المحقق لوكي بأن جونز مفقود اشتبه المحقق في دوفر وأصبح يتقصى حوله وعلم أنه ورث منزلا بعد أن شاهد نعي والده في إحدى الصحف يبدأ المحقق في الترصد لدوفر فيتبعه عندما يخرج من منزله ويداهمه في بيت والده ولكن المحقق لم يعثر على شيء وأسرع بالخروج من المنزل بعد تلقيه مكالمة هاتفية، بعد تلقي المحقق لمعلومات من بائعة في أحد محلات ملابس الأطفال ورقم سيارة يشتبه فيه يتوصل المحقق لهوية الرجل (تايلور) الذي هرب في ليلة الشموع فيداهمه في بيته ويلقي القبض عليه بعد أن وجد جدران منزله ملطخة بالدماء ووجود رسمات متاهة عليها وجدوا في المنزل صناديق مغلقة وبعد فتحها عثروا بداخلها على ملابس أطفال تعرّف أهالي الفتاتين على بعض الملابس لابنتيهم كانت موجودة في الصناديق، أثناء احتجاز تايلور في مركز الشرطة سألوه عن مكان الفتاتين فشرع في رسم متاهة على ورقة واستغرق وقتا طويلا في رسمها مما أثار حفيظة المحقق عليه فدخل عليه المحقق غرفة الحجز وقام بالاعتداء على تايلور وجاء بقية أفراد الشرطة لإبعاد المحقق عن المتهم فاستغل تايلور هذه الفوضى واختلس مسدسا وانتحر.

على الرغم من اعتراف تايلور ووجودالملابس في بيته، لا يزال دوفر يعتقد أن جونز يعلم أين توجد الفتيات فيستمر في تعذيبه. جونز يتحدث أخيرا، مشيرا إلى أنهما في المتاهة. دوفر يزور عمة جونز، هولي جونز (ميليسا ليو)، لقياس ردة فعلها عندما يذكر المتاهة. هولي تقول ان جونز لا يتكلم كثيرا، وأنه حريص جدا فيما يقول من أي وقت مضى منذ حادث الثعابين عندما كان شابا.
تبين أن الدم الذي على ملابس الأطفال هو دم خنزير. تم العثور على عارضات بحجم الطفل مدفونه في ساحة منزل تايلور. يحدد التعريف الشرعي أن تايلور قد اختطف وهو طفل، وكان الذي خطفه قد اتبع في خطفه توصيفات موجودة في كتاب «الرجل الخفي» وهي تعود لجريمة حقيقية عن مختطف الطفل وينطوي الكتاب على عدد من المتاهات غير قابلة للحل. يحدد لوكي ان الملابس التي تعرف عليها دوفر في منزل تايلور قد سُرقت بعد الاختطاف أثناء الاقتحام الذي أبلغت عنها غريس، وخُلص إلى أن تايلور قد لفق تورطه في خطف الفتاتين.

بعد أيام، تم العثور على جوي بيرش مخدره ونقلت إلى المستشفى، ولكن لا تزال آنا في عداد المفقودين. عندما يزور دوفر جوي في المستشفى لطلب المعلومات، لا تزال جوي مشوشه من الأدوية التي أعطاها خاطفها لها، فتقول جوي لـ دوفر:«لقد كنت هناك.» فيندفع دوفر للخارج معتبرا أنه يعرف الآن أين هي آنا. لوكي يحاول منعه وتعقبه ولكنه يفشل فيذهب إلى منزل والد دوفر القديم، حيث يكتشف سجن جونز.

أدرك دوفر أن جوي سمعته عندما قدم لبيت عمة جونز مصطحبا عدة التعذيب معه وهو على استعداد للعثور على ابنته ولكن هولي -عمة جونز- تباغته على حين غرة فترفع عليه السلاح وتقيد يديه بالأصفاد ثم أخبرته أن الفتاتان فعلا جونز هو من اصطحبهما ولكنه لم يكن ينوي إيذائهما أو خطفهما كان يريد فقط اللعب معهما واعترفت هولي أنها هي من قامت بعملية الخطف كما أنها منذ سنوات تقوم بخطف الأطفال حيث أن أول طفل خطفته هو جونز بمساعدة زوجها ذاك الذي وجده المحقق ميتا ومقيدا على كرسي في قبو الكاهن وأضافت أيضا بأنها خطفت تايلور كما خطفت غيره أيضا لتجعل والديهم يفقدون إيمانهم بربهم وأنها بذلك بحسب وصفها«تشن حربا على الله» بسبب وفاة ابنها الوحيد بالسرطان، ثم بعد ذلك أطلقت النار على ساق دوفر وحبسته في حفرة تحت الأرض، أدرك دوفر أنه ينزف وعلى وشك الموت فجعل يستكشف ماحوله فوجد صافرة ملقية على الأرض كانت مع ابنته.

يذهب لوكي لبيت العمة هولي ليخبرها بعثوره على جونز ولكن لا أحد يفتح له الباب فيندفع للداخل فيجد صورة لزوج هولي وعليه قلادة مشابهة لتلك التي عثر عليها حول عنق الجثة ويسمع لصوت حركة داخل المنزل فيخرج مسدسه ويتحرك بحذر شديد محاولا معرفة من في البيت فيجد العمة هولي وهي تحاول حقن آنا بالمخدر فيطلب منها رفع يديها فيتبادل معها إطلاق النار فيصاب المحقق وتموت العمة ويأخذ آنا ويذهب مسرعا للمستشفى ولبث هناك حتى تماثل للشفاء هو وآنا.

في المستشفى تشكر غريس المحقق لوكي لعثوره على ابنتها وتسأله هل مازال دوفر مفقودا فيجيب بنعم ثم تسأله هل سيسجن بعدما يظهر فيقول لها ربما. في محيط بيت هولي يبدأ رجال التحقيقات بنبش الساحات وعندما يحل الظلام يسألهم لوكي هل سيستمر هذا طويلا فيجيبون بنعم لأن الأرض مجمدة وقد يستغرق هذا عدة أسابيع، وبعد أن يغادر الجميع ويعم الهدوء المكان وحينما يهم لوكي بالمغادة يُهيأ إليه أنه يسمع شيئا ما وعندما يرعي سمعه للصوت يلاحظ بأنه يشبه صوت صافرة ولكنه يحاول أن يطرد هذه الفكرة من باله ولكن بعد ذلك يتضح له صوت الصافرة الصادر من الحفرة التي القت فيها «هولي» والد آنا اسفل السيارة القديمة ثم تتحول الشاشة بعد ذلك للسواد معلنة نهاية الفلم.

## الممثلون والشخصيات
- هيو جاكمان بدور: كيلر دوفر.
- جيك جيلنهال بدور: التحري لوكي.
- ميليسا ليو بدور: هولي جونز.
- بول دانو بدور: أليكس جونز.
- ماريا بيلو بدور: جرايسي دوفر.
- فيولا ديفيس بدور: نانسي بيرش.
- ترنس هوارد بدور: فرانكلين بيرش.

## الإصدار

### العرض الرسمي
عُرض لأول مرة الفلم في مهرجان تيلورايد السينمائي عام 2013 وصدر في دور العرض في أمريكا الشمالية في 20 سبتمبر 2013. تم تقييم الفلم بداية بـ NC-17 من قبل MPAA لوجود المحتوى العنيف والصور الواضحة البشعه، ولكن بعد ما جري تحريره، إعيد تصنيفه لـ R لوجود المحتوى العنيف كالتعذيب واللغة. وكان أفرج عنه في 18 سبتمبر في كندا.

### شباك التذاكر
حقق السجناء 60993327 $ في أمريكا الشمالية و57431656 $ في الدول الأجنبية، من إجمالي ما حصد في جميع أنحاء العالم 118424983 $

### ردود الفعل
أستقبل الفلم بمراجعات إيجابية. حالياً يحمل الفلم تقييم 81% على موقع الطماطم الفاسدة، بناءً على 17 مراجعة، وحاصل على مجموع 74 من 100 على ميتاكريتيك، بناءً على 46 مراجعة.

## روابط خارجية
- سجناء على موقع IMDb (الإنجليزية)
- سجناء على موقع ميتاكريتيك (الإنجليزية)
- سجناء على موقع روتن توميتوز (الإنجليزية)
- سجناء على موقع نتفليكس (الإنجليزية)
- سجناء على موقع قاعدة بيانات الأفلام العربية
- سجناء على موقع ألو سيني (الفرنسية)
- سجناء على موقع أول موفي (الإنجليزية)
- سجناء على موقع بوكس أوفيس موجو (الإنجليزية)
- سجناء على موقع فيلمافينيتي (الإسبانية)
- سجناء على موقع قاعدة بيانات الفيلم (الإنجليزية)